# Una gloria nacional
Una gloria nacional es una serie de televisión dirigida por Jaime de Armiñán. Fue emitida por TVE-1 entre septiembre y diciembre de 1993.

## Sinopsis
La serie muestra el intento de una vieja gloria del teatro, Mario Chacón, de volver a los escenarios para interpretar "El alcalde de Zalamea". Para ello contará con la ayuda de su representante, Francisco Torralba. Analía Gadé interpreta a su exmujer, también actriz, que vive retirada en Portugal y que también quiere reaparecer.

## Reparto principal
- Francisco Rabal como Mario Chacón
- Juan Luis Galiardo como Francisco Torralba
- Ovidi Montllor como Mardones
- Mónica Randall como Mercedes
- Analía Gadé como Fernanda Crespo
- Rafael Alonso como Servando
- Fernando Guillén como Tirso Barrios
- Manolo Zarzo como Mauro Severini
- Pepe Soriano como Alfredo 'Gatto'
- Mireia Ros como Chelo

## Premios
Por su papel en esta serie y en Truhanes (adaptación televisiva de la película Truhanes, de Miguel Hermoso), Paco Rabal fue galardonado con el Fotogramas de Plata 1993 al mejor actor de televisión.